# Czas mroku
Czas mroku (ang. Darkest Hour) – brytyjsko-amerykański dramat wojenny z 2017 roku w reżyserii Joe Wrighta. Adaptacja książki pt. Czas mroku. Jak Churchill zawrócił świat znad krawędzi autorstwa scenarzysty filmu Anthony'ego McCartena.

## Fabuła
Film ten ukazuje pierwsze dni pracy nowego premiera Wielkiej Brytanii Winstona Churchilla po wejściu armii III Rzeszy na terytorium Francji.
W momencie pokonania przez nazistów Francji i grożeniu przez nich atakiem na Anglię doszło do tarcia na brytyjskich szczeblach władzy (w tym czasie Churchill sprawował funkcję Pierwszego Lorda Admiralicji).
Manewrując między politycznymi rywalami, Churchill musi dokonać ostatecznej decyzji: negocjować z Hitlerem i ocalić naród brytyjski przed przerażającymi skutkami wojny albo wezwać lud do walki, narażając na niespotykane dotąd niebezpieczeństwo.

## Obsada
- Gary Oldman jako Winston Churchill
- Kristin Scott Thomas jako Clementine Churchill
- Lily James jako Elizabeth Layton
- Ben Mendelsohn jako Jerzy VI
- Stephen Dillane jako Edward Wood (1. hrabia Halifaksu)
- Ronald Pickup jako Neville Chamberlain
- Nicholas Jones jako John Simon
- Samuel West jako Anthony Eden
- David Schofield jako Clement Attlee
- Richard Lumsden jako generał Ismay
- Malcolm Storry jako generał Ironside
- Hilton McRae jako Arthur Greenwood
- Benjamin Whitrow jako Samuel Hoare
- Joe Armstrong as John Evans
- Adrian Rawlins jako Hugh Dowding
- David Bamber jako admirał Ramsey
- David Strathairn jako Franklin D. Roosevelt (głos)
- Jeremy Child jako James Stanhope
- Brian Pettifer jako Sir Kingsley Wood
- Michael Gould jako Charles Vane-Tempest-Stewart
- John Atterbury jako sir Alexander Cadogan

## Produkcja
Zdjęcia do filmu kręcono w listopadzie 2016 roku wyłącznie na terenie Anglii. Do lokalizacji wykorzystanych przez filmowców należały:
- Londyn (m.in. główny budynek brytyjskiego Ministerstwa Obrony, siedziba premiera przy 10 Downing Street, College Green, nieczynna stacja metra Aldwych, Pałac Westminsterski, Akademia Sztuk Pięknych Central Saint Martins, Old Royal Naval College w Greenwich);
- Manchester (ratusz miejski, biblioteka uniwersytecka John Rylands Research Institute and Library);
- Kent (Chartwell House, Fort Amherst);
- South Yorkshire (Wentworth Woodhouse, Brodsworth Hall);
- Oxfordshire (lotnisko pod Bicester)[4][5].

Odtwórcą roli Neville’a Chamberlaina miał być początkowo John Hurt, ale zmarł w styczniu 2017 roku; w związku z tym rolę ustępującego premiera przejął Ronald Pickup.

## Odbiór

### Box office
Według stanu na dzień 25 lutego 2018 roku film zarobił 54,5 miliona USD w Stanach Zjednoczonych i Kanadzie oraz 81,2 miliona USD w innych krajach (w tym 28,8 miliona USD w Wielkiej Brytanii), łącznie 135,7 miliona dolarów na całym świecie.

### Krytyka w mediach
Film Czas mroku spotkał się z pozytywną reakcją krytyków. W serwisie Rotten Tomatoes 84% z dwustu siedemdziesięciu ośmiu recenzji filmu jest pozytywne (średnia ocen wyniosła 7,8 na 10). Na portalu Metacritic średnia ocen z 46 recenzji wyniosła 75 punktów na 100.

### Nagrody i nominacje
W 2018 roku film Czas mroku został nominowany do Oscara w sześciu kategoriach – za „najlepszy film”, „najlepsze zdjęcia”, „najlepszą charakteryzację”, „najlepszą pierwszoplanową rolę męską”, „najlepszą scenografię” oraz „najlepsze kostiumy”, co przełożyło się na dwie wygrane statuetki – za „najlepszą charakteryzację” i „najlepszą pierwszoplanową rolę męską” (Gary Oldman).

## Dokładność historyczna
Pisarz, historyk i naukowiec John Broich nazywa Czas mroku „fikcją historyczną, która podejmuje poważne historyczne zadanie”, przedstawiając brytyjską decyzję walki z Hitlerem jako wybór, a nie konieczność. Sytuacja w 1940 r. była tak straszna, jak to przedstawiono w tym filmie.
Zapowiedziane na ekranie mity o ewentualnych negocjacjach pokojowych były fikcyjne, ale Churchill prywatnie powiedział, że rozważy warunki zaproponowane przez Hitlera. Jazda brytyjskim metrem była fikcyjna i istnieją historyczne dowody, że większość Brytyjczyków nie była natychmiast inspirowana przemówieniami Churchilla. George Orwell uważał, że zwykli ludzie już czują się podporządkowani i mogą nie sprzeciwić się „nowemu porządkowi”.
Nie ma jednoznacznych dowodów na to, że Chamberlain i lord Halifax planowali bliskie wotum nieufności, choć zagrożenie to istniało do wczesnych zwycięstw, a także faktem historycznym jest, że Churchill był obiektem podejrzeń ze strony torysów.